# Orthocladius consobrinus
Orthocladius consobrinus är en tvåvingeart som först beskrevs av Holmgren 1869.  Orthocladius consobrinus ingår i släktet Orthocladius och familjen fjädermyggor. Arten är reproducerande i Sverige. Inga underarter finns listade i Catalogue of Life.